# 二次関数

二次関数はグラフでは放物線を表す。図は y = x^{2} - x - 2 のグラフ。

二次関数（にじかんすう、英: quadratic function）とは、次数が2の多項式によって表される関数のことである。

## 概要
二次関数とは
{\displaystyle f(x)=ax^{2}+bx+c\quad (a\neq 0)}
の形で表される関数のことである。係数 a, b, c が実数値の定数で、x が実数値をとる変数とすると、そのグラフはxy-座標系において放物線を描く。
本項目では実数値関数としての二次関数に着目して、解析幾何学でよく知られた事項を記す。

## 定義
次数が2の多項式によって定義される関数
{\displaystyle f(x)=ax^{2}+bx+c\quad (a\neq 0)}
のことを x を独立変数とする二次関数という。特に b = c = 0 のときは、「二乗に比例する関数」とも言う。
{\displaystyle f(x)=a\left(x+{\frac {b}{2a}}\right)^{2}-{\frac {b^{2}-4ac}{4a}}}
上記の標準形では、二次関数の頂点の座標は一般的に{\displaystyle (x,\,y)=\left(-{\frac {b}{2a}},\,-{\frac {b^{2}-4ac}{4a}}\right)}となる。
f(x) = ax2 + bx + c
の形に表された二次関数を一般形（いっぱんけい、standard form）という。式変形によって一般形に変形できる関数も二次関数と呼ばれ、特に
f(x) = a(x - p)2 + q
の形の二次関数を標準形（ひょうじゅんけい、vertex form）といい
f(x) = a(x - s)(x - t)
の形の二次関数を因数分解形（いんすうぶんかいけい、factored form）もしくは単に分解形という。
一般形で b = 0 のときは標準形でもあり、標準形で q = 0 のときは因数分解形でもある。因数分解形で s = t のときは標準形でもあり、さらに s = t = 0 のときは一般形でもある。
標準形や因数分解形を展開すれば一般形が得られ、一般形を因数分解すれば因数分解形が得られる。また、一般形を平方完成すれば、標準形が得られる。

## 表現形式の特徴
一般形

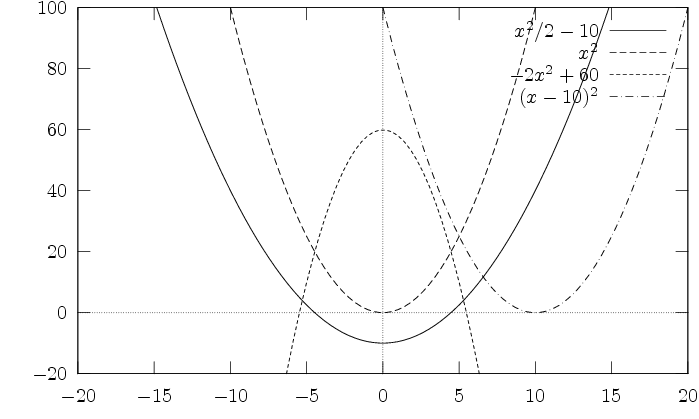
x^{2}, x^{2}/2 - 10, -2x^{2} + 60, (x - 10)^{2} のグラフ

f(x) = ax2 + bx + c
は多項式の一般論を適用するときに便利であり、標準形
f(x) = a(x - p)2 + q
や因数分解形
f(x) = a(x - s)(x - t)
は座標平面上に描かれる放物線を通して二次関数の性質を調べるときに便利な形である。
y = a(x - p)2 + q
の形で表されるxy-平面上の放物線の軸は x = p であり、頂点の座標は (p, q) となる。
y = a(x - s)(x - t)
の形で表される放物線は s, t が実数ならば x 軸と x = s, t で交わる。特に s = t ならば放物線は x 軸に接する。